# 铁山街道 (龙岩市)
铁山街道，是中华人民共和国福建省龙岩市新罗区下辖的一个乡镇级行政单位。

## 行政区划
铁山街道下辖以下地区：
洋头村、外洋村、溪西村、洋美村、隔口村、林邦村、富溪村、平林村、陆家地村、岭后村、增坪村、李九村、许岭村、谢家邦村、陈罗村、下村坂村、白岩前村、罗厝山村和火德坑村。